# Football Club de Metz 2013-2014
Questa voce raccoglie le informazioni riguardanti il Football Club de Metz nelle competizioni ufficiali della stagione 2013-2014.

## Rosa
Rosa aggiornata al 18 ottobre 2017.
| N. |                           | Ruolo | Calciatore        |
| -- | ------------------------- | ----- | ----------------- |
| 1  | Francia (bandiera)        | P     | Johann Carrasso   |
| 2  | Niger (bandiera)          | C     | Lassina Konaté    |
| 3  | Francia (bandiera)        | D     | Romain Inez       |
| 4  | Francia (bandiera)        | D     | Sylvain Marchal   |
| 5  | Argentina (bandiera)      | D     | Guido Milán       |
| 6  | Senegal (bandiera)        | A     | Moussa Gueye      |
| 7  | Francia (bandiera)        | C     | Romain Rocchi     |
| 8  | Francia (bandiera)        | A     | Thibaut Bourgeois |
| 9  | Brasile (bandiera)        | A     | Eduardo           |
| 10 | Francia (bandiera)        | C     | Bouna Sarr        |
| 11 | Francia (bandiera)        | C     | Samy Kehli        |
| 11 | Senegal (bandiera)        | A     | Diafra Sakho      |
| 12 | RD del Congo (bandiera)   | A     | Yves Angani       |
| 13 | Costa d'Avorio (bandiera) | D     | Ali Bamba         |
| 15 | Francia (bandiera)        | D     | Romain Métanire   |
| 16 | Gabon (bandiera)          | P     | Anthony Mfa Mezui |

| N. |                          | Ruolo | Calciatore           |
| -- | ------------------------ | ----- | -------------------- |
| 17 | Francia (bandiera)       | A     | Maxwel Cornet        |
| 18 | Francia (bandiera)       | D     | Jérémy Choplin       |
| 19 | Vietnam (bandiera)       | A     | Michel Lê            |
| 19 | Francia (bandiera)       | D     | Thibaut Vion         |
| 20 | Guinea-Bissau (bandiera) | C     | Luciano Teixeira     |
| 21 | Algeria (bandiera)       | C     | Ahmed Kashi          |
| 22 | Francia (bandiera)       | C     | Kevin Lejeune        |
| 23 | Francia (bandiera)       | C     | Yeni N'Gbakoto       |
| 24 | Francia (bandiera)       | D     | Gaëtan Bussmann      |
| 25 | Francia (bandiera)       | D     | Abdallah Ndour       |
| 26 | Lussemburgo (bandiera)   | D     | Chris Philipps       |
| 27 | Francia (bandiera)       | A     | Nicolas Fauvergue    |
| 28 | Senegal (bandiera)       | C     | Mayoro N'Doye        |
| 29 | Finlandia (bandiera)     | D     | Daniel O'Shaughnessy |
| 30 | Francia (bandiera)       | P     | Thomas Didillon      |